# Пам'ятки історії Мостиського району
У Мостиському районі Львівської області нараховується 13 пам'яток історії.
| #  | назва | датування                        | адреса                                         | охоронний номер | Номер і дата рішення             |
| -- | --- | -------------------------------- | ---------------------------------------------- | --------------- | -------------------------------- |
| 1  | Братська могила радянських воїнів (пам., ск. Л. Гром, арх. В. Блюсюк, 1968, мармурова крихта)                                                          | червень 1941 р.                  | с. Баличі, біля правління колгоспу             | 544             | Рішення № 183, 05.05.1972        |
| 2  | Братська могила воїнів УПА (пам., 1993, з/бетон, мармурова крихта)                                                                                     | червень 1948 р.                  | с. Королино, у лісі                            | 1614            | Розпорядження № 1039, 06.10.1997 |
| 3  | Братська могила жертв репресій (пам., арх. Г. Новіцький, 2002, мармурова крихта)                                                                       | 1939—1941 рр.; 1944—1950 рр.     | с. Крукеничі, старий парк                      | 1615            | Розпорядження № 528, 19.07.1995  |
| 4  | Братська могила радянських воїнів і партизанів-наумівців (пам., ск. І. Якунін, 1983, бетон, камінь)                                                    | лютий 1943 р.; липень 1944 р.    | с. Крукеничі, біля клубу                       | 545             | Рішення № 183, 05.05.1972        |
| 5  | Братська могила радянських воїнів (пам., 1975, з/бетон)                                                                                                | липень 1944 р.                   | с. Малі Мокряни, біля будинку контори колгоспу | 1616            | Рішення № 506, 02.11.1982        |
| 6  | Кладовище радянських воїнів (1 бр. і могила О. Ф. Торопова, Героя Радянського Союзу, пам., ск. Я. Чайка, арх. А. Шуляр, 1974, мармурова крихта, бетон) | липень 1944 р., перепох. 1974 р. | м. Мостиська, вул. Міцкевича                   | 542, 543        | Рішення № 183, 05.05.1972        |
| 7  | Братська могила радянських воїнів (пам., 1953, мармурова крихта, з/бетон)                                                                              | 1941 р., 1944 р.                 | м. Судова Вишня, навпроти будинку побуту       | 573             | Рішення № 183, 05.05.1972        |
| 8  | Хата, в якій жив Антонич Б.-І., український поет (худ.-мем. табл., ск. В. Одрехівський, арх. К. Малярчук, 1989, бронза)                                | 1925—1937 рр.                    | с. Бортятине, біля церкви                      | 1617            | Рішення № 249, 21.05.1991        |
| 9  | Будинок, в якому діяла папірня | 1785 р.                          | м. Судова Вишня, млин                          | 550             | Рішення № 183, 05.05.1972        |
| 10 | Будинок, в якому виступав Франко І. Я. (худ.-мем. табл., ск. Л. Яремчук, арх. В. Каменщик, 1990, бронза)                                               | 1897 р.                          | м. Судова Вишня, Народний Дім                  | 1618            | Розпорядження № 528, 19.07.1995  |
| 11 | Художньо-меморіальна таблиця Менцинському М., українському оперному співакові (ск. Л. Яремчук, арх. В. Каменщик, 1995, бронза)                         |                                  | с.Великі Новосілки (школа)                     | 1618а           | Розпорядження № 1039, 06.10.1997 |
| 12 | Пам'ятник на честь скасування панщини (1898, вапняк)                                                                                                   | 1848 р.                          | с. Вовчищовичі, біля церкви                    | 1619            | Розпорядження № 528, 19.07.1995  |
| 13 | Пам'ятник на честь скасування панщини (1998, мармурова крихта)                                                                                         | 1898 р.                          | с. Дмитровичі, у центрі села                   | 1620            | Розпорядження № 528, 19.07.1995  |

## Джерело
Перелік пам'яток Львівської області [Архівовано 16 вересня 2012 у Wayback Machine.]
 Вікісховище має мультимедійні дані за темою: Пам'ятки історії Мостиського району